# Arthrocristula hyphenata
Arthrocristula hyphenata är en svampart som beskrevs av Sigler, M.T. Dunn & J.W. Carmich. 1982. Arthrocristula hyphenata ingår i släktet Arthrocristula, divisionen sporsäcksvampar och riket svampar.   Inga underarter finns listade i Catalogue of Life.